# Енчовци
Енчовци (болг. Енчовци) — село в Болгарии. Находится в Габровской области, входит в общину Трявна. Население составляет 20 человек.

## Политическая ситуация
В местном кметстве Плачковци, в состав которого входит Енчовци, должность кмета (старосты) исполняет Стефан Цанев Петров (коалиция «Заедно за Трявна» в составе 2 партий: Болгарский земледельческий народный союз (БЗНС), Демократическая партия) по результатам выборов.
Кмет (мэр) общины Трявна — Драгомир Иванов Николов (независимый) по результатам выборов.